# Pichne
Pichne (in ungherese Tüskés) è un comune della Slovacchia facente parte del distretto di Snina, nella regione di Prešov.